# Aetosaurinae
Aetosaurinae es una de las dos subfamilias de aetosaurios estagonolépidos, junto a los Desmatosuchinae. Es un taxón basado en raíces definido como todos los aetosaurios más cercanamente relacionados con Aetosaurus que al último ancestro común de Aetosaurus y Desmatosuchus. La única sinapomorfia que diagnostica este clado es el bulbo medial de las cimas dorsales de los osteodermos paramediales.